# Gérard Lanvin (actor)
Gérard Lanvin (Boulogne-Billancourt, Altos del Sena, Francia, 21 de junio de 1950) es un actor francés ganador de un premio César. 
Abandonó sus estudios cuando cumplió los 17 y se convirtió en actor. Realizó un papel en Vous n'aurez pas l'Alsace et la Lorraine en 1977 a partir de una oferta del actor Coluche. Recibió un Prix Jean Gabin en 1982 por su rol en Une étrange affaire. En 1995 ganó el César al mejor actor con Le fils préféré. 
Otras apariciones incluyen Une semaine de vacances y 3 zéros. Durante el 2000 volvió a la gran pantalla con comedias populares. En 2001 recibió el César como mejor actor secundario por su papel en Le goût des autres.

## Filmografía seleccionada
| Año  | Título                           | Personaje              | Director                             |
| ---- | -------------------------------- | ---------------------- | ------------------------------------ |
| 1976 | Muslo o pechuga                  | El chico del circo     | Claude Zidi                          |
| 1980 | Une semaine de vacances          | Pierre                 | Bertrand Tavernier                   |
| 1980 | Extérieur, nuit                  | Léo                    | Jacques Bral                         |
| 1981 | Le choix des armes               | Inspector Sarlat       | Alain Corneau                        |
| 1981 | Strange Affair                   | Louis Coline           | Pierre Granier-Deferre               |
| 1982 | Tir groupé                       | Antoine Béranger       | Jean-Claude Missiaen                 |
| 1983 | Le Prix du Danger                | François Jacquemard    | Yves Boisset                         |
| 1984 | Ronde de nuit                    | Inspector Gu Arenas    | Jean-Claude Missiaen                 |
| 1984 | Marche à l'ombre                 | François               | Michel Blanc                         |
| 1985 | Les Spécialistes                 | Stéphane Carella       | Patrice Leconte                      |
| 1990 | Il y a des jours... et des lunes |                        | Claude Lelouch                       |
| 1992 | La Belle Histoire                |                        | Claude Lelouch                       |
| 1994 | The Favourite Son                | Jean-Paul Mantegna     | Nicole Garcia                        |
| 1996 | My Man                           | Jeannot                | Bertrand Blier                       |
| 2000 | Le goût des autres               | Franck Moreno          | Agnès Jaoui                          |
| 2002 | Le Boulet                        | Gérard Moltès          | Alain Berbérian y Frédéric Forestier |
| 2006 | Camping                          | Michel Saint-Josse     | Fabien Onteniente                    |
| 2008 | Mesrine                          | Charlie Bauer          | Jean-François Richet                 |
| 2010 | Point Blank                      | Capitán Patrick Werner | Fred Cavayé                          |
| 2014 | Get Well Soon                    | Pierre Laurent         | Jean Becker                          |
| 2014 | Colt 45                          | Christian Chavez       | Fabrice Du Welz                      |